# Galería de las Américas
La Galería de las Américas es un centro comercial y torre residencial que se encuentra en la esquina de la calle Córdoba y la peatonal San Martín, en la ciudad balnearia argentina de Mar del Plata.

## Diseño y construcción
El conjunto fue proyectado en 1958 por el arquitecto catalán Antoni Bonet i Castellana, importante representante de las ideas del Movimiento Moderno en su tierra natal.[cita requerida] Bonet ya había diseñado en Mar del Plata el edificio escalonado Terraza Palace y la Galería Rivadavia, cuyo techo era una bóveda hiperbólica vidriada.
En el proyecto de la Galería de las Américas colaboraron con Bonet los arquitectos Juan Rochino y Marta Allio; mientras la construcción fue dirigida por los arquitectos Débora di Veroli y Domingo Raffo, y terminó en 1962. En la actualidad, la Municipalidad de General Pueyrredón ha incluido al edificio en el listado de patrimonio arquitectónico de Mar del Plata.
El conjunto está ubicado en una esquina privilegiada del centro comercial de la ciudad, la calle peatonal San Martín. Antes había ocupado el terreno el edificio del lujoso Hotel Regina, importante establecimiento de estilo francés con cúpula en la ochava y mansarda. En los otros ángulos del cruce de calle están los modernos edificios del Banco Nación y el Banco Provincia, y el Palacio Árabe de estilo neomudéjar. Desde el exterior, se observa el basamento comercial cubierto por paneles verticales revestidos en venecita roja, y la torre de planta en cruz que emerge del mismo. Uno de los comercios con salida a la calle es ocupado por la tradicional cafetería marplatense “La Fonte D'Oro”.
Sobre un terreno de grandes dimensiones, Bonet proyectó una galería comercial con cuatro niveles y varios entrepisos, sumando una gran cantidad de locales. Los pisos fueron revestidos en mármol blanco, y los pasillos abiertos a grandes vacíos iluminados naturalmente gracias a las cubiertas vidriadas, poseen delgadas barandas de hierro. Los paneles exteriores, colocados a 45° grados sobre la fachada, ocultan la estructura y los interiores, pero están intercalados con paños traslúcidos que permiten la entrada de luz.
Desde el basamento, se erige la torre, sostenida sobre cuatro pentágonos que se apoyan en las columnas de la galería, proyectándose hacia los extremos de cada ala de la planta cruciforme del edificio. Aquel tiene veintidós pisos con ocho departamentos en cada uno, pensados de manera flexible para poder ser utilizados como oficinas al eliminar el espacio de la cocina para integrarlo con la sala de estar.